# 特蕾西·厄尔曼
特蕾西·厄尔曼（英語：Tracey Ullman，1959年12月30日—），英国及美国女演员。曾获得黄金时段艾美奖喜剧类影集最佳客串女演员。